# Centre scolaire du Sacré-Cœur de Jette
Pour les articles homonymes, voir Sacré-Cœur (homonymie).
Le centre scolaire du Sacré-Cœur de Jette est un établissement scolaire de Jette dans la Région de Bruxelles-Capitale. Se situant au nord de Bruxelles, il subit une forte pression démographique. Il a la particularité d'être la plus ancienne école secondaire encore en activité de la région bruxelloise.

## Histoire
Lors de la vente publique des propriétés de l'abbaye de Dieleghem de 1797, un haut fonctionnaire français, Nicolas Melchiade Bonaventure, profitant de la confiscation des biens ecclésiastiques, se porte acquéreur de la ferme, du moulin, des bois et des terres avoisinantes d'une étendue d’environ 50 hectares. À peine nommé président du tribunal criminel du département de la Dyle, il y fait construire un petit château classique par l'architecte Laurent-Benoît Dewez (1731-1812), à la place du moulin de l'abbaye des Prémontrés, l'abbaye de Dieleghem fermée en 1796.
Quelques années plus tard, en 1834, une partie de l'ancienne propriété du baron Bonaventure est rachetée et investie par les religieuses du Sacré-Cœur à l'instigation de la fondatrice de l'ordre, Madeleine Sophie Barat. L'ordre y crée une école primaire, un orphelinat et ensuite un pensionnat pour jeunes filles de la noblesse et de la haute bourgeoisie. Ce dernier ouvre ses portes en 1836 et fonctionnera jusqu'en 1972. En 1890, s'ouvrent l'externat et une école primaire mixte et gratuite. L'enseignement du latin débute durant l'entre-deux-guerres.
L'internat ferme ses portes en 1972. La mixité est introduite en 1979, en même temps que l'enseignement rénové. En 1982, le premier directeur laïc est nommé et en 1999, les religieuses disparaissent du corps professoral. En 1985, l'école est marquée par un terrible incendie. Si l'école poursuit encore aujourd'hui sa mission, le couvent a fermé ses portes.

## Bâtiments

### Château Bonaventure
Le château Bonaventure est un édifice de style Louis XVI symétrique et sobre comportant, en façade, deux rangées de fenêtres logées dans quatre travées délimitées par des pilastres à chapiteaux ioniques. Ceux-ci sont surmontés d'un fronton triangulaire et d'un attique aveugle entrecoupé de balustrades en pierre. Bonaventure y vivra jusqu'à sa mort, le 24 avril 1831, après avoir exercé pendant 18 ans la fonction de bourgmestre du village de Jette-Ganshoren qui comptait quelque 1 200 habitants.

### Pensionnat
Le pensionnat (1836), édifié à l'emplacement d'une orangerie, est un bâtiment imposant de style néo-classique. La façade, surmontée d'un fronton triangulaire garni d'une horloge, présente trois niveaux percés de fenêtres symétriquement réparties avec, au rez-de-chaussée, des linteaux en plein cintre. Avec ses extensions successives, le bâtiment forme aujourd'hui un grand « U » précédé de jardins. En 1934 et 1950, la construction et l'extension d'une nouvelle école primaire ont entraîné la disparition des vestiges de la ferme abbatiale.

### Chapelle du Sacré-Cœur
La première pierre de la chapelle du Sacré-Cœur fut posée en 1874. Elle surplombe une vaste crypte. C'était dans une petite chapelle attenante à celle-ci que se trouvait la châsse de Madeleine-Sophie Barat jusqu'à la destruction de la grande chapelle en 1994. Ne subsiste comme trace de son existence que cette petite chapelle restaurée, qui avait été édifiée en 1933 en style néo-gothique pour abriter les reliques de la fondatrice, canonisée quelques années plus tôt,.

### Parc du Sacré-Cœur
Le parc du Sacré-Cœur a évolué dans le temps. Nicolas Bonaventure en avait fait un mélange de jardins mi-français, mi-anglais, agrémenté d'édicules à la mode, immortalisé par les dessins de Paul Lauters (1806-1875) : ermitage, pagode, pyramide, belvédère, vasques, étangs, cascades et jets d'eau. Passé au couvent, le jardin est corrigé dans une optique plus pieuse. Le temple de Jupiter devient temple de Saint-Michel avant d'être détruit par la foudre, l'Olympe de la colline du bois de Dieleghem devient un calvaire. Une crèche souterraine et une source, alimentée par les ruisselets du bois voisin, sont aménagées près du mur. La source porte le nom de l'ancien nonce apostolique de Bruxelles (en), le pape Léon XIII, qui était venu s'y désaltérer. Le grand étang du Vondelvijver est partiellement comblé au profit d'une grande pelouse. C'était le réservoir du moulin à eau situé à proximité du château. Cet espace vert fait aujourd'hui partie du parc Roi Baudouin.